# Vergüenza de volar

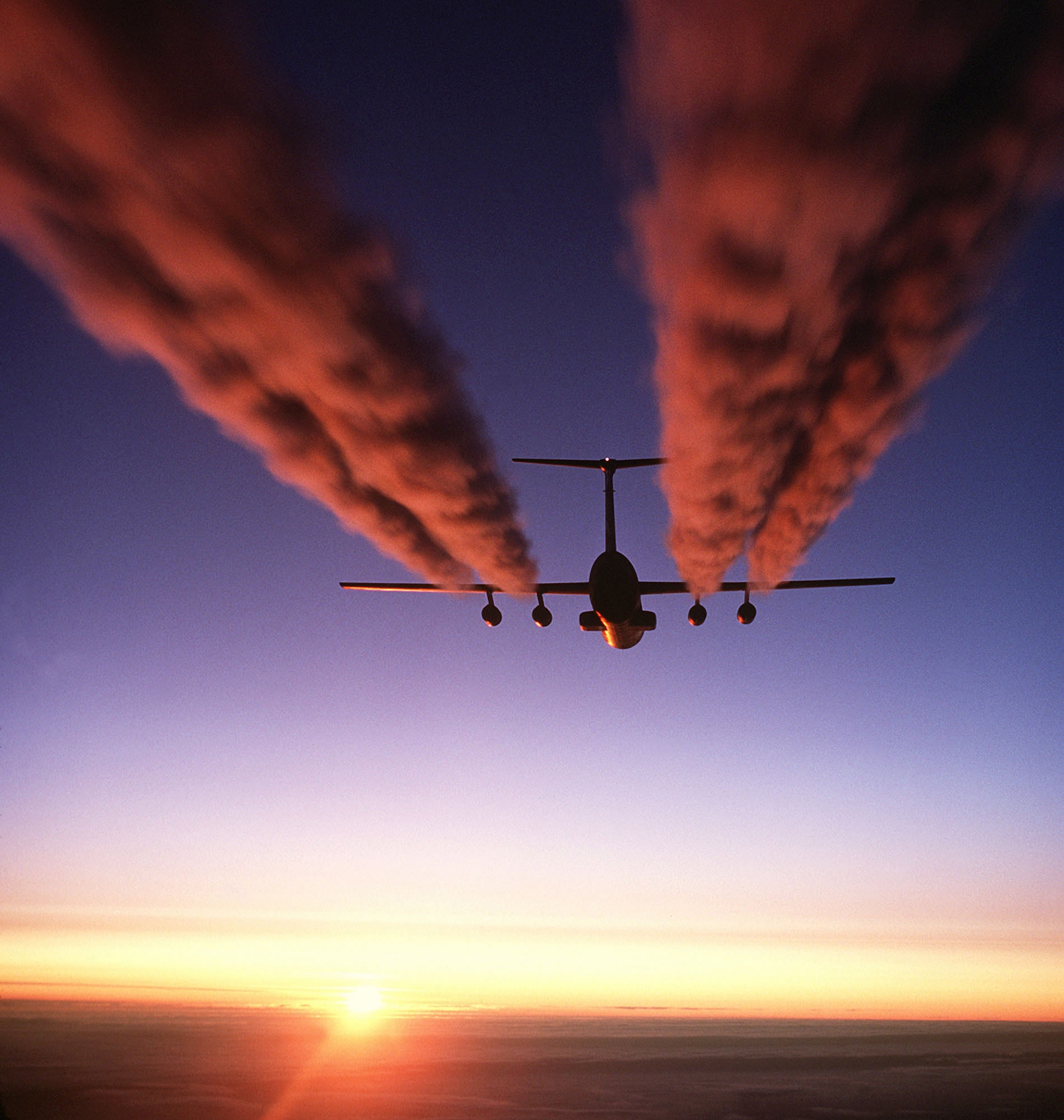
Estelas de vapor de un C-141 Starlifter sobre la Antártida.

La vergüenza de volar es el sentimiento de culpa ante los reconocidos efectos ambientales dañinos del transporte aéreo y su influencia en el cambio climático. Forma parte del movimiento por el transporte alternativo, que busca el desarrollo de políticas y tecnología en favor de la neutralidad de carbono en el transporte aéreo y el no uso de vehículos motorizados que sean propulsados por combustibles fósiles.
En Suecia lo llaman flygskam y comenzó como un movimiento propuesto por la sueca Maja Rosén quien dejó de volar en el 2008 «por razones ambientales». Greta Thunberg se apuntó a la tendencia en el 2015 y ese mismo año convenció a su madre —la mezzosoprano Malena Ernman — para que renunciara a viajar en avión en sus giras internacionales.
En noviembre de 2019 los vuelos interiores de Suecia bajaron un 11% y los de Alemania un 12 % siendo un factor importante de estos descensos la «vergüenza de volar».
Los actuales prototipos de aeronaves propulsadas por energías renovables, como los proyectos de aeronaves eléctricas, aún se encuentran en fase de pruebas y de desarrollo, no encontrándose con la capacidad técnica y de seguridad necesaria para vuelos comerciales.